# Bennett College
Ne doit pas être confondu avec Bennett au collège.
Le Bennett College est une ancienne université pour femmes fondée en 1890 et située dans la ville de Millbrook dans l'État de New York. Elle a fermé en 1978.

## Histoire
Bennett College a été fondé en 1890 à Irvington (New York) par May F. Bennett. En 1907, l'université déménagea ses locaux sur un terrain de 8,9 hectares à Millbrook, comté de Dutchess. La même année, l'établissement accueillit 120 étudiantes et 29 membres du corps professoral. À l'origine dénommé "The Bennett School for Girls" ("L'Ecole Bennett pour filles"), le cursus durait six ans (quatre années d'études secondaires et deux années d'enseignement supérieur). Au début du XXe siècle, l'école interrompit le cursus secondaire et devint uniquement un collège préuniversitaire. Ce programme de deux ans continua jusque dans les années 70. Des générations de jeunes femmes appartenant à d'illustres familles américaines ont fréquenté l'école durant ses 90 ans d'existence.
La première femme afro-américaine chirurgien des états du Sud des États-Unis et la première Afro-Américaine élue à l'Assemblée générale du Tennessee, Dorothy Lavinia Brown, a étudié au Bennett College. 
La majorité des enseignements incluait l'art, la mode, le design intérieur, la musique, l'enseignement de langues vivantes, la littérature, l'histoire, la danse, le théâtre, le développement de l'enfant, les études hippiques et les sciences domestiques. L'école proposait de nombreuses activités telles que la gymnastique, du golf, du tennis et de l'équitation. Par ailleurs, l'établissement servait également d'école maternelle pour les 3 et 4 ans, ainsi qu'il abritait une écurie.
Au moment de sa fermeture, il comptait environ 300 étudiantes.

## Fermeture
Avec la popularité grandissante de la co-éducation dans les années 1970, Bennett College s'est trouvé obligé de survivre. La tentative pour améliorer les installations et pour le convertir en établissement mixte au milieu des années 1970 a laissé le collège déjà troublé en détresse financière.
En 1977, les fiduciaires ont tenté de parvenir à un accord de collaboration avec Briarcliff College, un collège de jeunes femmes dans les environs de Briarcliff Manor qui a également été aux prises avec une faible scolarisation. Mais l'accord n'a pas fonctionné, et Briarcliff a alors fusionné avec l'université Pace en 1977 après que les deux établissements, Briarcliff et Bennett sont entrés en faillite.
En 1978, le collège a fermé ses portes pour de bon.
- La bibliothèque de Bennett College a été transféré à La Hayes Memorial Library ainsi que d'autres objets de l'école. Les dossiers scolaires ont pu avoir été transférés à l'université Pace.

Bennett College a fermé quelques semaines après la période d'orientation des étudiants de première année à l'automne. Les étudiants déjà installés pour leur semestre d'automne ont eu l'occasion d'aller au Marist College, un établissement universitaire mixte alentour, à Poughkeepsie.

## Galerie

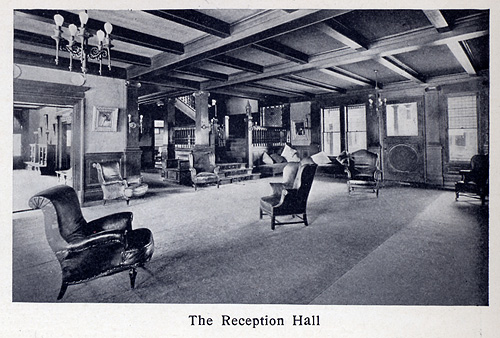
Reception Hall en 1907.
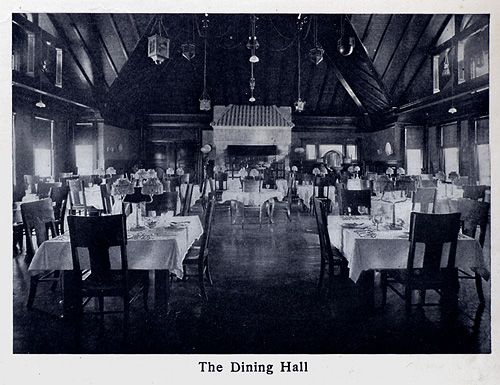
Dining Hall en 1907.
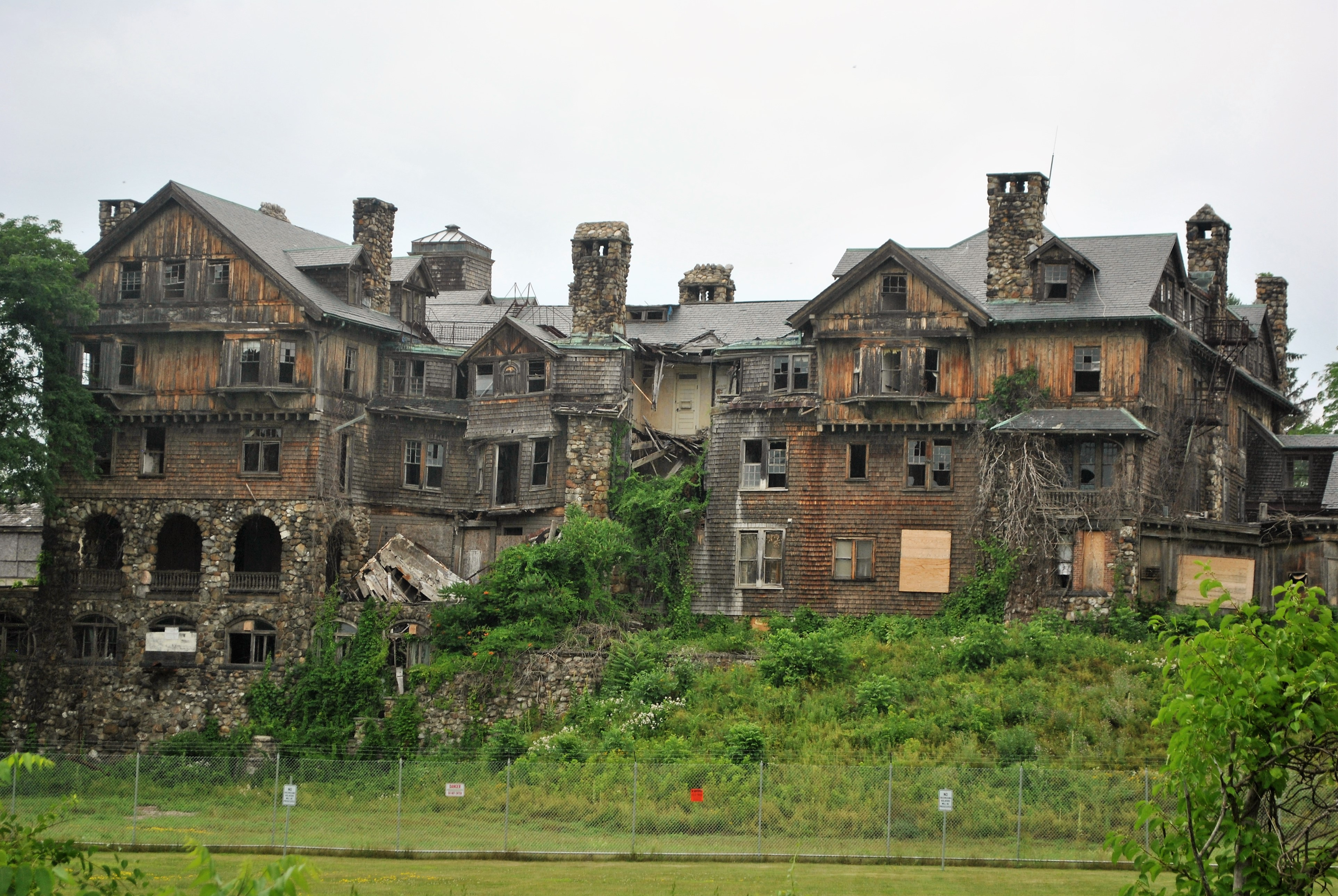
Le Bennett College abandonné, vers 2011.

## Source
- (en) Cet article est partiellement ou en totalité issu de l’article de Wikipédia en anglais intitulé « Bennett College (New York) » (voir la liste des auteurs).